# Awá
Awá, eller guajá,  är en etnisk grupp i delstaten Maranhão i Brasilien.
Awá är nomadiska jägare och samlare och bor i Awá-indianreservatet i östra delen av Amazonas i Brasilien, omedelbart söder om det större indianreservatet Alto Turiaçu i delstaten Maranhão. De jagar med pil och båge. I kosthållet ingår färskt kött från småvilt, babaçu-nötter och açaí-bär. Palmlöv används för att tillverka korgar, vinrankor används för rep och kåda från träd utnyttjas till lampbränsle. 
Antalet awás uppskattades 1982 ha minskat till 300, varav kanske 60-100 lever utan någon kontakt med storsamhället. Stammen anses som en av de mest hotade av de brasilianska indiangrupperna, inte minst för att det finns en allvarlig intressekonflikt med illegala trädfällare i deras områden.
Awáspråket ingår i språkfamiljen Tupí-guaraní. Awá bodde från början i byar, men övergick till mer nomadiserande liv omkring 1800 för att undgå kontakter med storsamhället. De lever i grupper om uppemot 30 personer. Under 1800-talet minskades deras livsutrymme av invandrande skogsröjande bosättare. En minoritet lever sedan mitten av 1980-talet i av regeringen bildade bosättningar, men flertalet har fortsatt att leva på rörlig fot och försörja sig med vad skogen kan ge.
Efter omfattande påstötningar från utlandet fattade Brasiliens regering 2003 beslut om att upprätta ett skyddat område för awáfolket.
I april 2012 påbörjade Survival International en världsomfattande kampanj för att skydda awá-folket.